# Quần đảo Paklinski

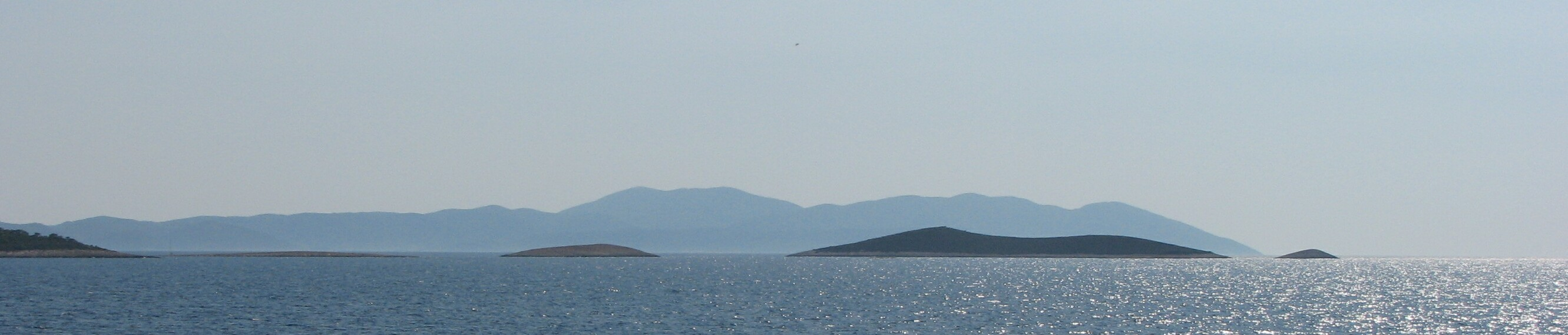
Quần đảo Paklinski: Vodnjak Mali (phải), Vodnjak Vel (giữa), Travna và Paržanj (trái). Hòn đảo ở đằng sau là đảo Vis.

Quần đảo Paklinski (phát âm [pâkliːnskiː]) hay quần đảo Pakleni (phát âm [pǎklɛniː]) là một quần đảo nằm ngoài bờ tây nam của đảo Hvar thuộc Croatia, đối diện với lối vào hải cảng của thành phố Hvar. Người ta thường dịch tên quần đảo này là quần đảo Địa Ngục (pakleni: địa ngục), nhưng thực chất từ pakleni là biến thể của từ cổ paklina (chỉ một loại nhựa thông từng được dùng để sơn lên thân của những con tàu khai thác nhựa thông tại đây).

## Tổng quan

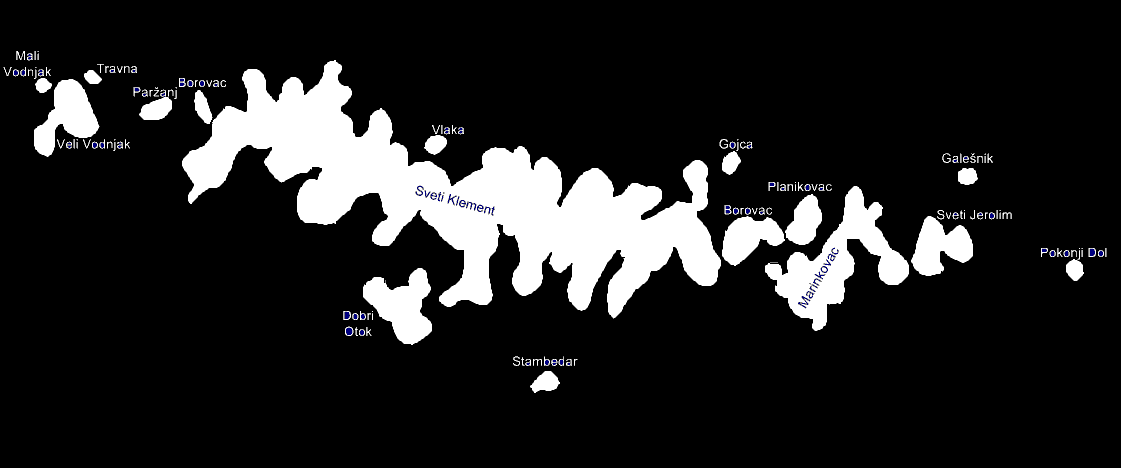
Bản đồ quần đảo Pakleni

Danh sách các đảo (từ tây sang đông):
| Đảo                | Diện tích (km²) |
| ------------------ | --------------- |
| Vodnjak Mali       | 0,252666        |
| Vodnjak Veli       | 0,008198        |
| Travna             | 0,009661        |
| Paržanj            | 0,039529        |
| Borovac            | 0,021666        |
| Sveti Klement      | 5,275844        |
| Dobri otok         | 0,297313        |
| Vlaka              | 0,021316        |
| Stambedar          | 0,029945        |
| Gojca              | 0,021471        |
| Borovac            | 0,167533        |
| Marinkovac         | 0,680662        |
| Planikovac         | 0,100836        |
| Jerolim            | 0,207144        |
| Galešnik           | 0,014612        |
| Pokonji Dol        | 0,016697        |
| Quần đảo Paklinski | 7,165093        |

Đảo chính Sveti Klement còn có tên gọi khác là Veliki otok hay đảo Lớn. Trên đảo có ba khu tạm cư là Palmižana, Momica Polje và Vlaka. Có một bến du thuyền lớn với an ninh tốt tại Palmižana.
Chuỗi đảo đá vôi Paklinski có chiều dài khoảng 10 km với đường bờ biển rất lồi lõm. Tại đây có các cánh rừng thông đen châu Âu và thông aleppo. Điểm cao nhất của quần đảo có độ cao là 94 m. Quần đảo là điểm đến quen thuộc của khách du lịch bằng đường thủy với tàu thuyền nhỏ, đặc biệt là du thuyền. Nơi đây có vô số các vịnh nhỏ dành cho lặn biển, câu cá dưới nước, bơi lội và thể thao dưới nước.